# Espàdix

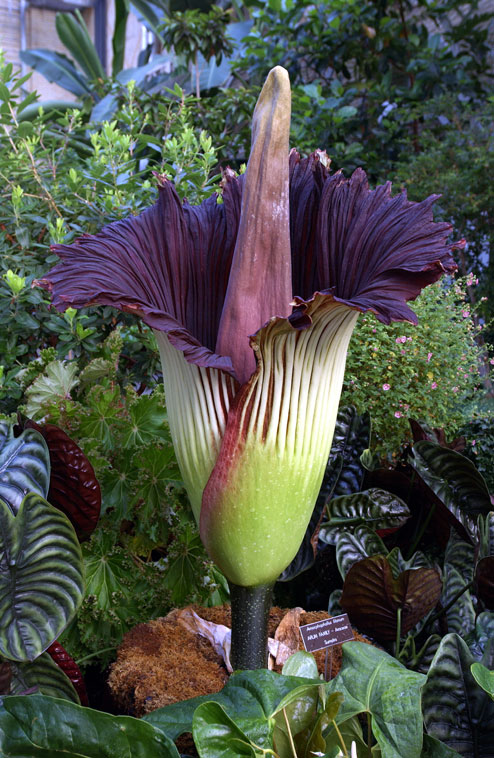
Espàdix d’Amorphophallus titanum

Un espàdix és una inflorescència de tipus d'espiga, amb petites flors apinyades sobre un eix carnós. Aquest tipus d'inflorescència es presenta en certes monocotiledònies, sobretot en membres de la família Araceae, raó per la qual anteriorment eren anomenades espadiciflores.
En aquestes inflorescències, comunament hi ha una espata (bràctea gran, herbàcia, en general cridanera i solitària) envoltant o tancant parcialment des de baix l'espàdix. L'anomenada «flor» d'Anthurium és un espàdix típic amb espata gran vistosa. La flor d'Amorphophallus titanum és citada sovint com «la flor més gran», encara que realment és una inflorescència. En alguns gèneres d'Araceae, l'espata pot portar més de 2.000 flors.

## Exemples de diferents tipus d'espàdix

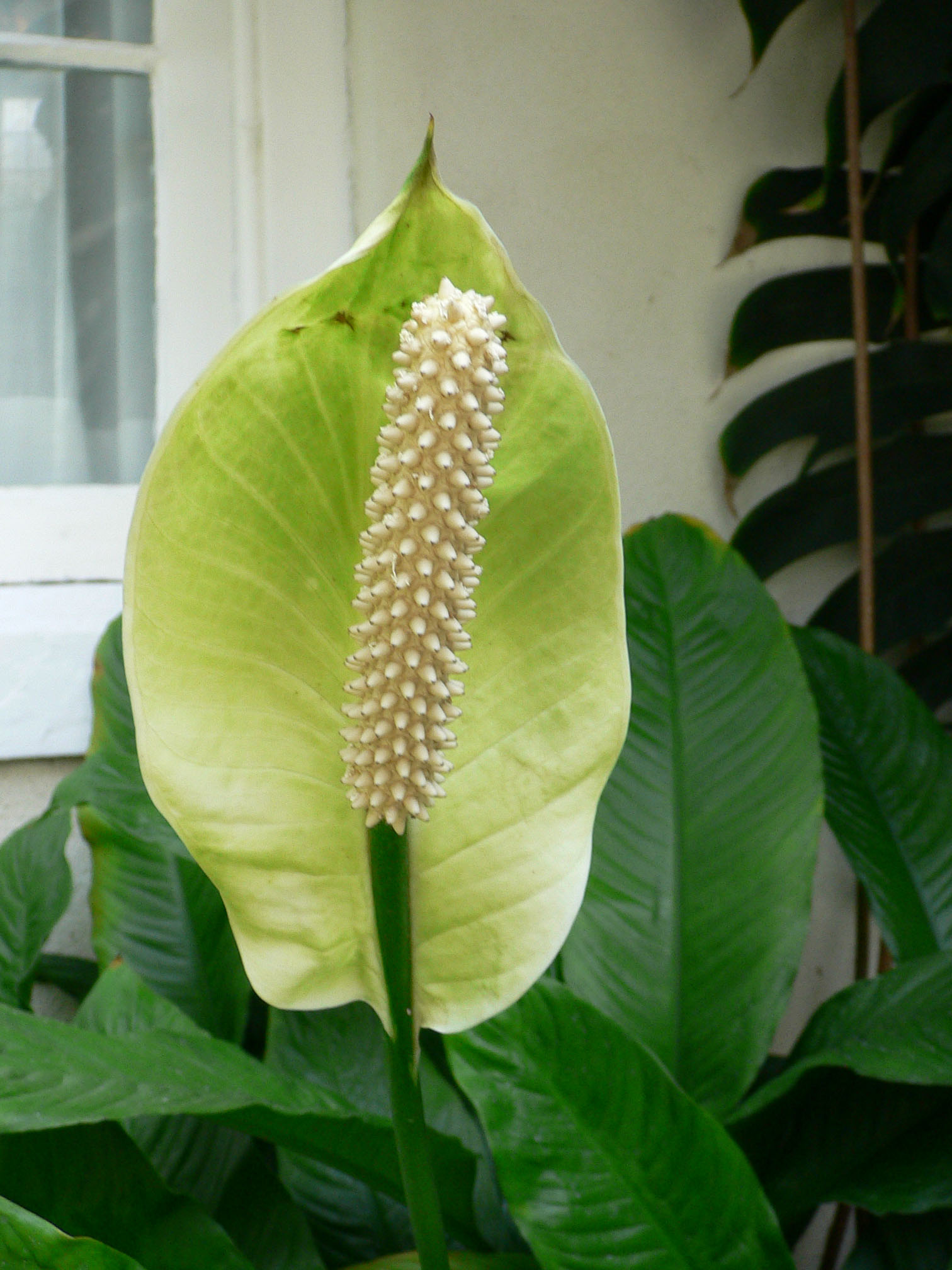
Spathiphyllum floribundum
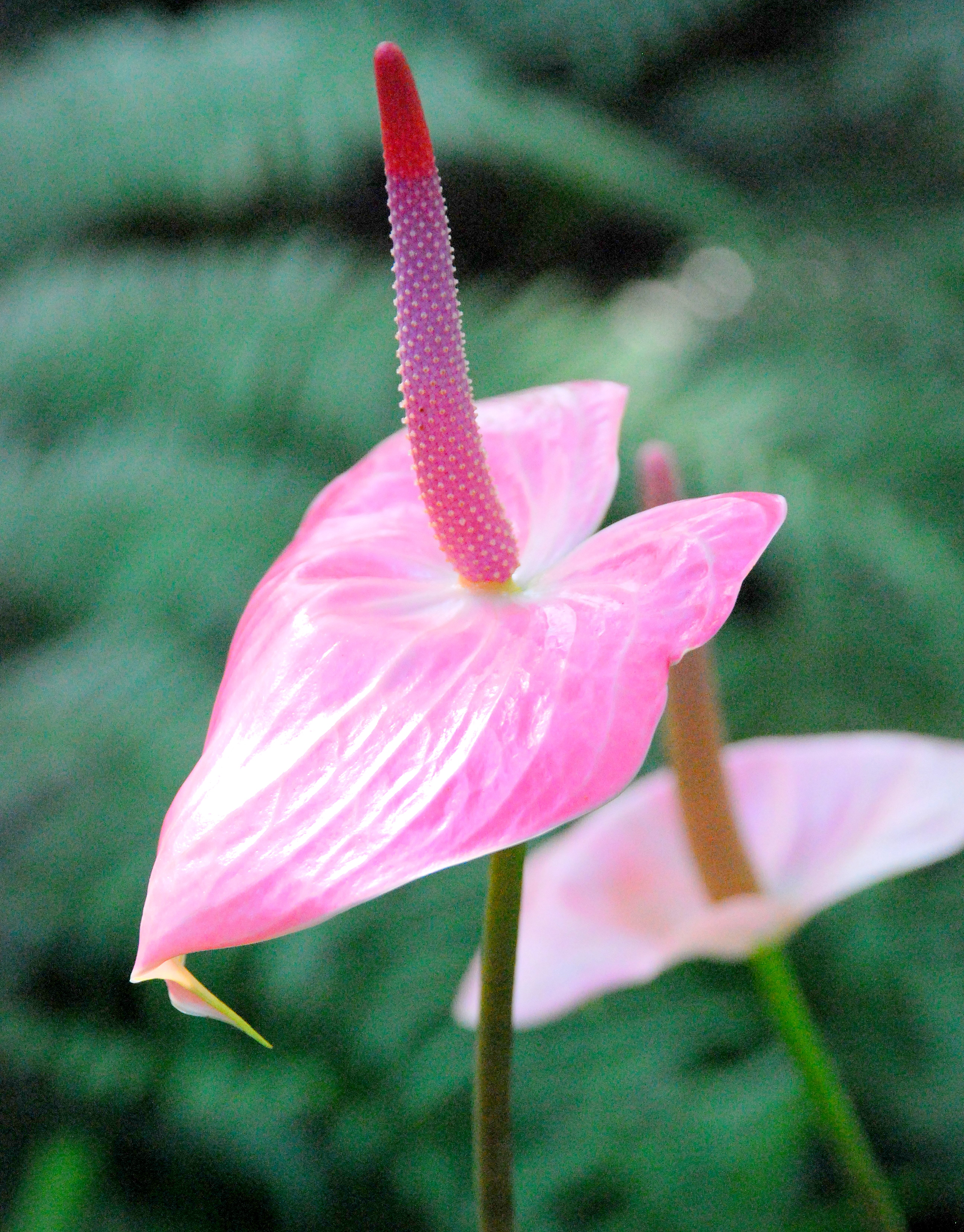
Anthurium andraeanum
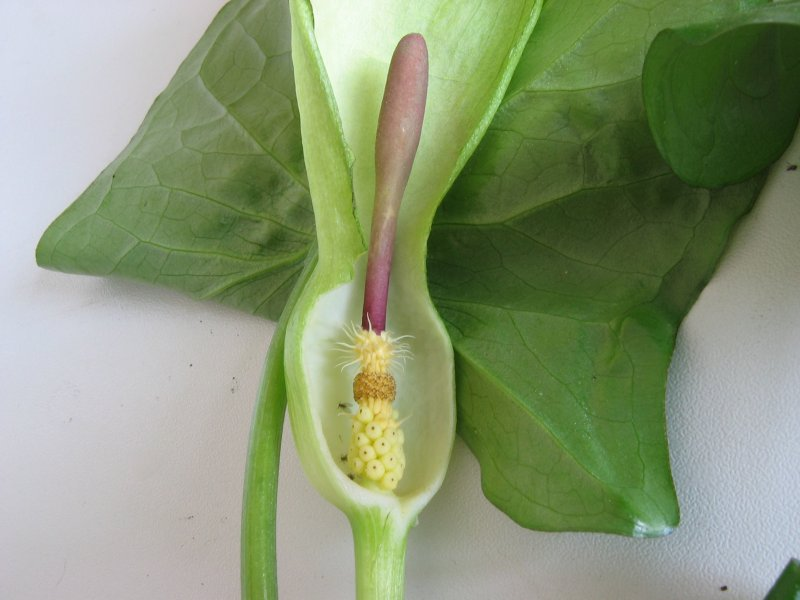
Tall transversal d'àrum maculat
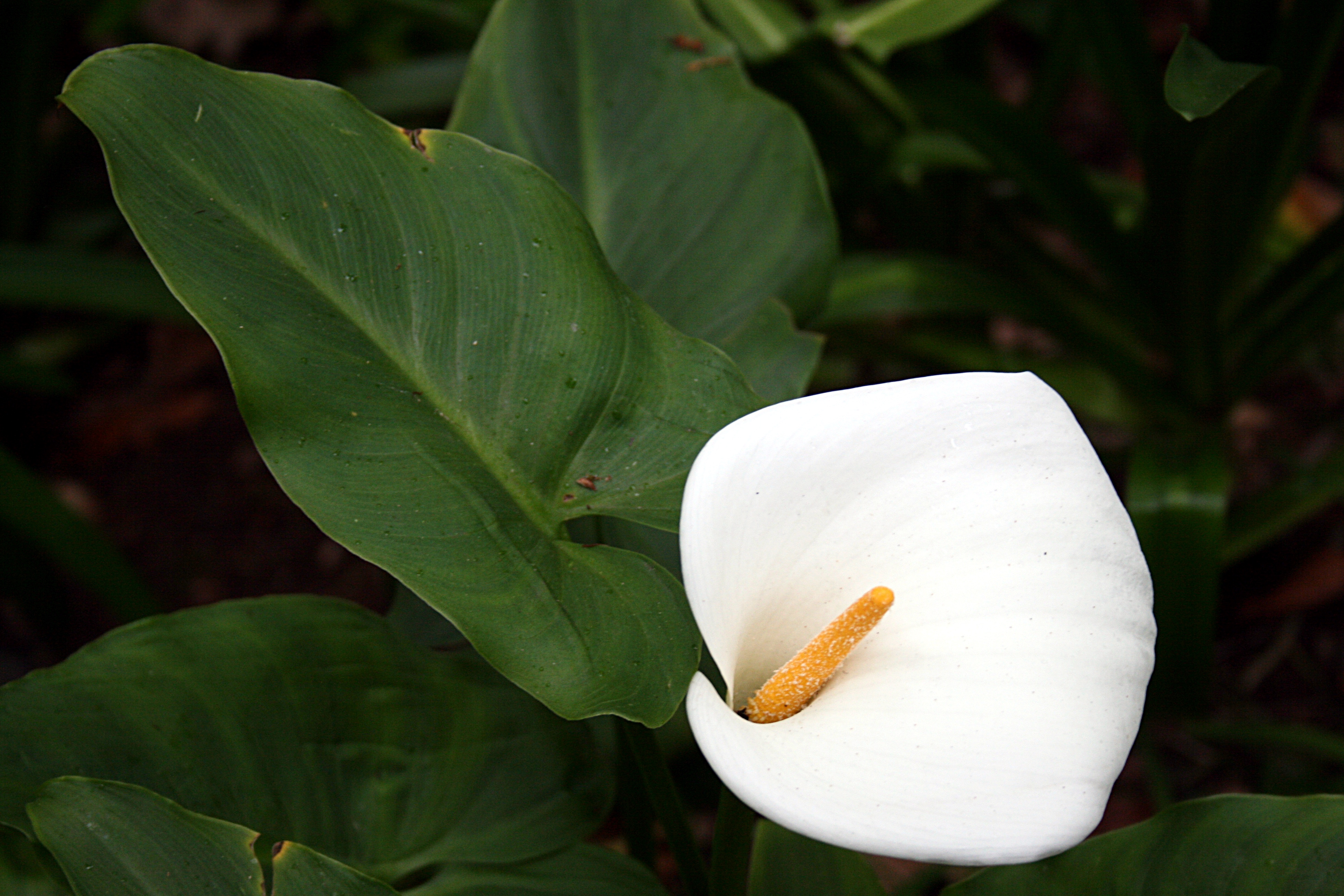
Lliri d'aigua o cal·la (Zantedeschia aethiopica)